# بورتون إل. فرينش
بورتون إل. فرينش (بالإنجليزية: Burton L. French)‏ هو سياسي أمريكي، ولد في 1 أغسطس 1875 في مقاطعة كارول في الولايات المتحدة، وتوفي في 12 سبتمبر 1954 في هاملتن في الولايات المتحدة. حزبياً، نشط في الحزب الجمهوري. وقد انتخب عضو مجلس النواب الأمريكي.